# Actophylla
Actophylla är ett släkte av skalbaggar som beskrevs av Max Bernhauer 1908. Actophylla ingår i familjen kortvingar.
Släktet innehåller bara arten Actophylla varendorffiana.